# Słownik spolszczający Niedźwiedzkiego

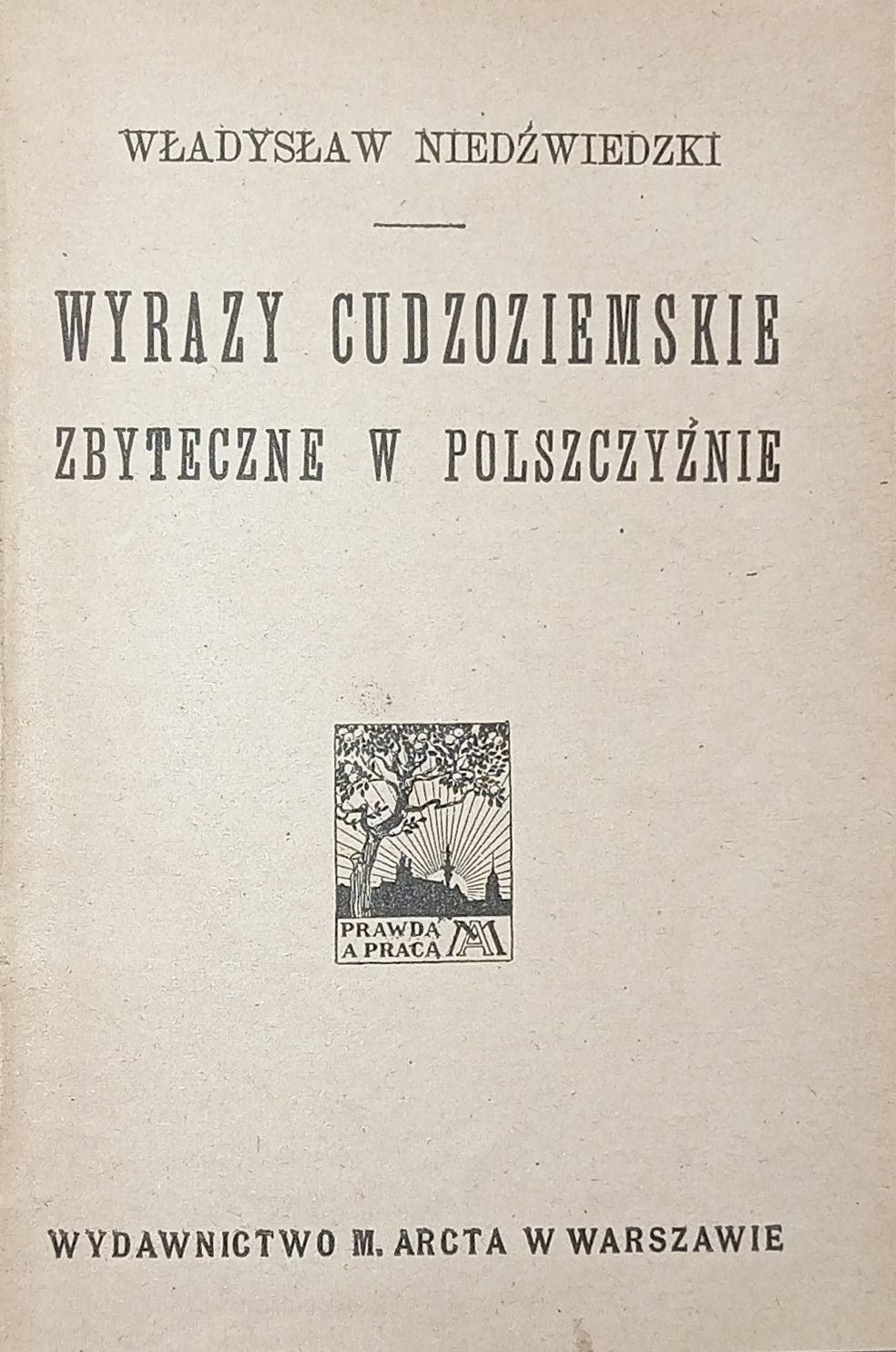
Strona tytułowa (1917)

Słownik spolszczający Niedźwiedzkiego (tytuł oryginalny: Wyrazy cudzoziemskie zbyteczne w polszczyźnie) – słownik o charakterze purystycznym z roku 1917. Hasłami są wyrazy pochodzenia obcego w języku polskim, dla których proponowane są wyrazy rodzime mające zastąpić wyrazy obce.

## Mikrostruktura słownika

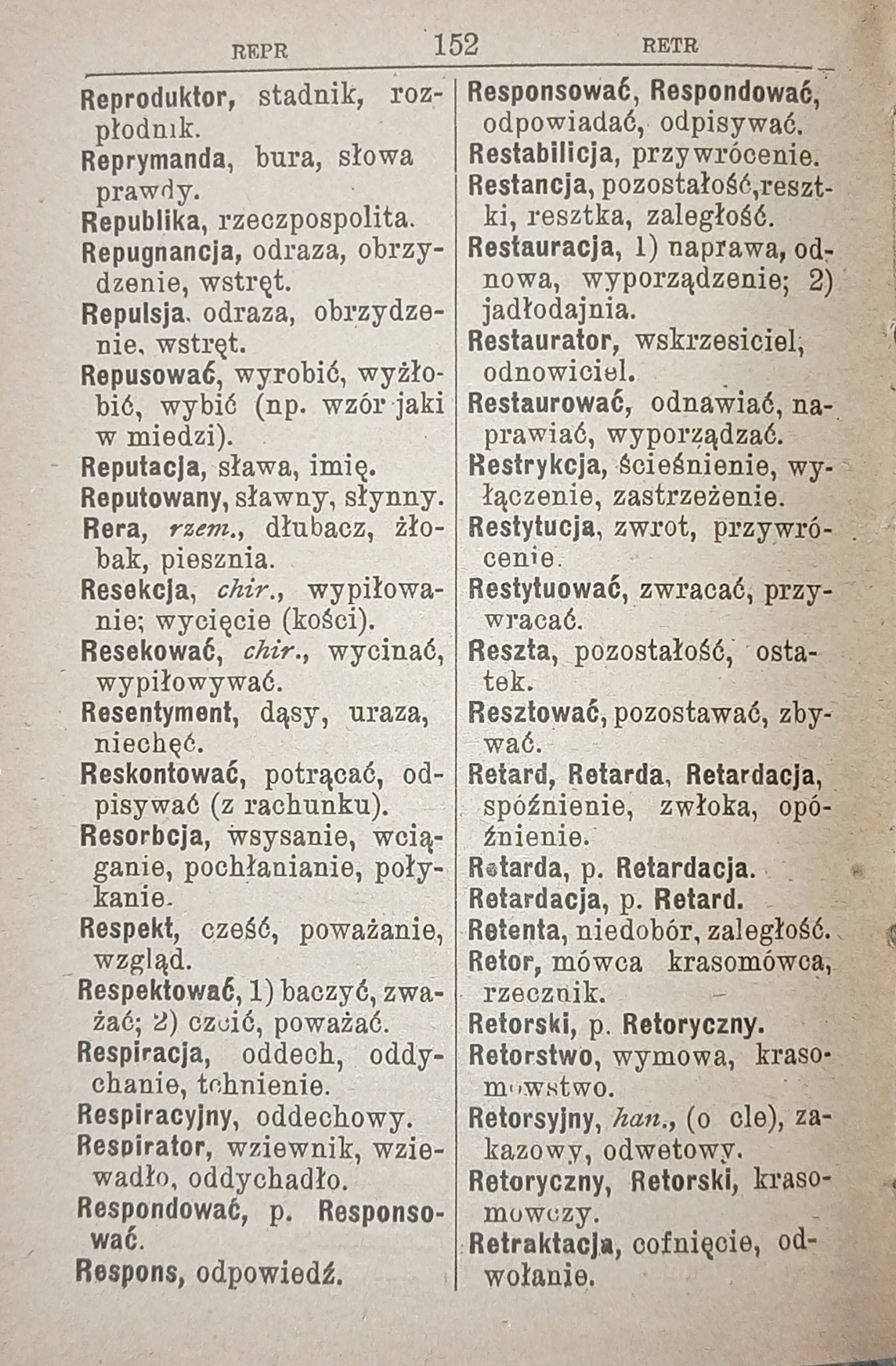
Strona 156., hasła od Reproduktor do Retraktacja